# 武田元光
武田元光（日语：／ Takeda Motomitsu，1494年—1551年8月11日）是日本戰國時代的大名，若狹武田氏第6任家督，武田元信的次子。官至伊豆守和大膳大夫。

## 生涯
明應3年（1494年），元光以元信次子身份出生，幼名彥次郎。
永正16年（1519年）11月，元信出家並將家督之位讓給元光，使他成為若狹守護。為了鞏固在若狹的統治，元光在遠敷郡最西邊興建後瀨山城作為根據地。
繼任後，元光不但與宿敵丹後一色氏對抗，而且積極介入管領家細川氏的內部紛爭中，協助時任管領的細川高國驅逐前任管領細川澄元，並且成功擁立足利義晴成為將軍。然而，丹波國的波多野稙通和柳本賢治背叛高國，而擁立足利義維成為堺公方的細川晴元亦隨之舉兵，元光為了協助高國上洛，與晴元等人在桂川原交戰，最終不敵對方，並且與管領高國逃至近江國。其後，元光仍然作為高國派一員，與晴元派的將領戰鬥。
享祿3年（1530年），元光出家，及後在天文8年（1539年）由於患病，將家督之位讓給其子武田信豐，並且隱居，該處其後改建為發心寺。在高國失勢後，元光依然深得將軍義晴信賴，然而由於多次向鄰國出兵，導致若狹國力下降，並且引發其弟武田信孝、小濱代官粟屋元隆和逸見氏等叛亂，其統治期間若狹國可謂動蕩不安。
天文20年（1551年），元光死去，墓所在福井縣小濱市的發心寺，法名發心寺殿天源宗勝大居士。發心寺的藏品中，有描繪元光肖像的作品有三件，分別是絹本著色武田元光像、紙本著色武田元光像（犬追物檢見之像）和木造武田元光像，這些作品在平成19年4月20日獲指定為福井縣指定有形文化財。雖然木造像和紙本著色像分別是在室町時代末期和元光死後23年而成，紙本著色像卻是按其臨死的一年的形態而成的作品。